# St. Georg (Unterbechingen)

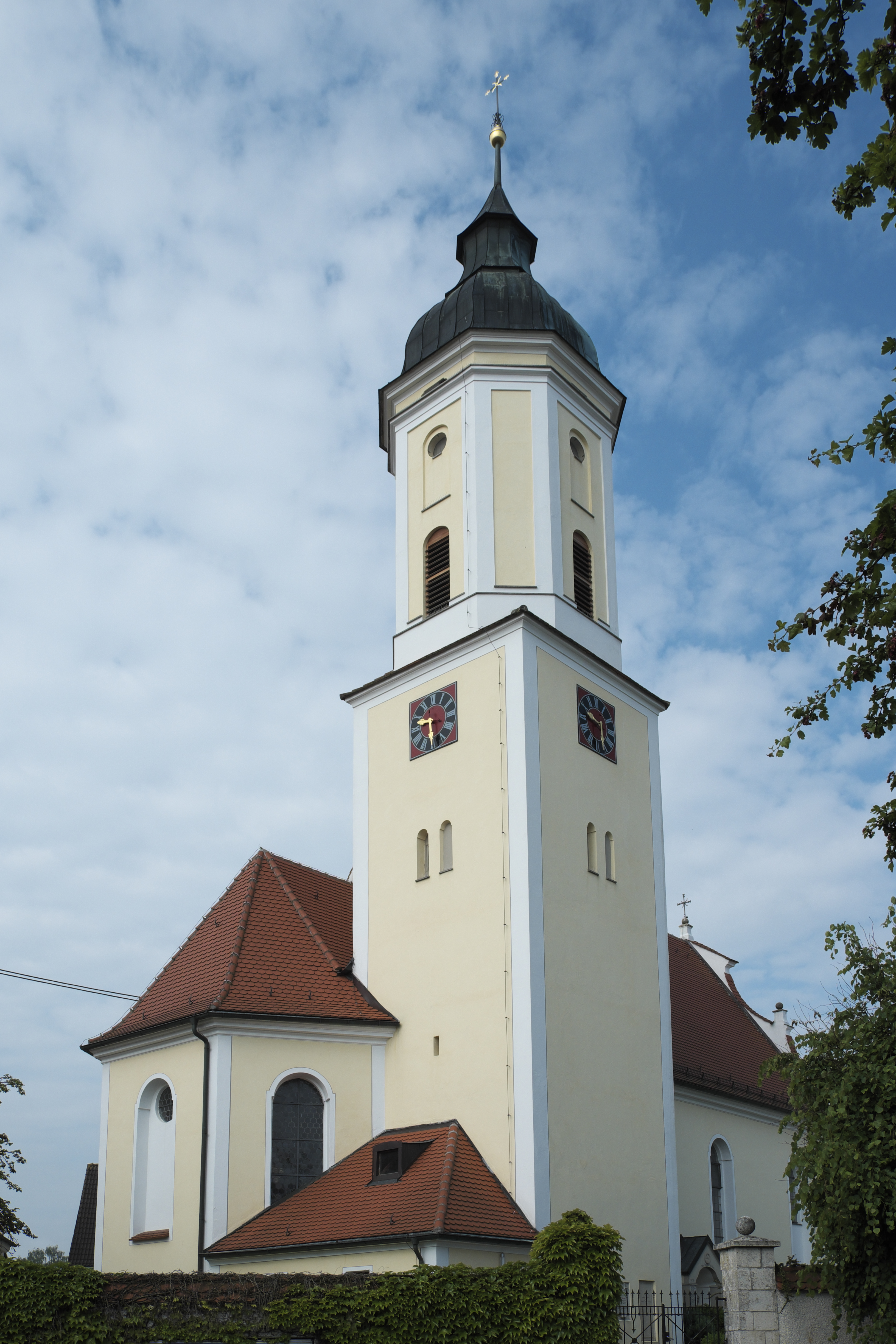
St. Georg in Unterbechingen

Die römisch-katholische Pfarrkirche St. Georg steht in Unterbechingen, einem Gemeindeteil von Haunsheim im schwäbischen Landkreis Dillingen an der Donau von Bayern. Das Bauwerk ist in der Liste der Baudenkmäler in Haunsheim als Baudenkmal unter der Nr. D-7-73-137-9 eingetragen. Die Pfarrei gehört zum Dekanat Dillingen des Bistums Augsburg.

## Beschreibung
Die Saalkirche wurde 1747/48 gebaut. Sie besteht aus einem Langhaus, einem eingezogenen, dreiseitig geschlossenen Chor im Osten und einem Chorflankenturm auf quadratischem Grundriss, der teilweise in die Nordwand des Chors eingestellt ist. Seine unteren Geschosse stammen aus dem 15. Jahrhundert. Er wurde mit einem achteckigen Geschoss aufgestockt, das den Glockenstuhl beherbergt, und mit einer Welschen Haube bedeckt. Die Turmuhr befindet sich im obersten quadratischen Geschoss. Die um 1750 eingebrachten Fresken im Innenraum des Langhauses werden Johann Anwander zugeschrieben. Auf dem Altarretabel des um 1690 errichteten Hochaltars ist Georg als Drachentöter dargestellt. Die Assistenzfiguren zum Kruzifix schuf 1776/77 Johann Michael Fischer.